# Черниговский, Дмитрий Иванович
Дмитрий Иванович Черниговский (1913—1999)— организатор сельскохозяйственного производства, Герой Великой Отечественной войны, Герой Социалистического Труда (звание присвоено 29 октября 1949 г.).

## Биография
Родился в с. Петровское (ныне г. Светлоград) в бедной крестьянской семье.
С 14-летнего возраста работал по найму (подпасок, пастух). В 1931—1934 гг. работал на каменоломне, в 1934—1935 на железной дороге.
С сентября 1935 по май 1937 года служил в РККА.
С сентября 1937 по июнь 1941 года работал в совхозе «Советское руно» (каменщик, зав. клубом, председатель профкома, зав. фермой).
С июня 1941 по ноябрь 1946 года служил в РККА. Воевал на Закавказском, Северо-Кавказском, Степном, 1-м Украинском, 4-м Украинском фронтах в составе 5-й воздушной армии: командир взвода, командир роты. Награждён двумя орденами Отечественной войны II степени (1945, 1985), медалями «За оборону Кавказа», «За победу над Германией в Великой Отечественной войне 1941—1945 гг.».
С декабря 1946 по март 1951 года управляющий фермой племенного овцеводческого совхоза «Советское руно» Министерства совхозов СССР, Ипатовский район Ставропольского края.
В 1948 году получил от 1440 тонкорунных овец по 6,5 килограмма шерсти в среднем на овцематку и 128 ягнят к отбивке на 100 овцематок. За это достижение удостоен звания Героя Социалистического Труда.
С марта 1951 по август 1952 г. секретарь парткома совхоза «Ипатовский». В 1952—1955 учился в краевой партийной школе.
С июля 1955 по май 1960 г. председатель колхоза им. Ворошилова, с мая 1960 по май 1963 г. директор заготконторы Ипатовского райпотребсоюза.
С мая 1963 по апрель 1976 года работал в управлении сельского хозяйства Ипатовского района.
С 1976 года на пенсии.
Награждён двумя орденами Ленина и орденом Трудового Красного Знамени.

## Источник
- Кротенко В. Н. Степная колыбель героев. — Ставрополь: Эпоха — СК (ИП Кротенко В. Н.), 2014. — С. 353. — 700 экз.